# Панас, Вадим Владимирович
Вади́м Влади́мирович Панас (укр. Вадим Володимирович Панас; род. 23 мая 1985, Нововолынск, Волынская область) — украинский футболист, полузащитник

## Биография
Воспитанник волынского футбола. Первый тренер: Виктор Ахрименко. Выступал за команды: «Волынь», «Иква», «Полесье» (Житомир), «Карпаты» (Львов) и «Карпаты-2». В ФК «Львов» с 2007 года. Вадим автор первого гола ФК «Львов» в Премьер-лиге, забил на 23 минуте «Шахтёру». После выступал за киевскую «Оболонь».
Летом 2012 года вернулся в луцкую «Волынь». Но не сыграв ни одного матча за луцкую команду, летом 2013 года перебрался в новополоцкий «Нафтан».
Весной 2014 года перебрался в тернопольскую «Ниву».